# Chrysí Vardinogiánnis
Chrysí Vardinogiánnis (en grec moderne : Χρυσή Βαρδινογιάννης), princesse de Grèce et de Danemark, née en 1981, est une femme d'affaires grecque et une personnalité du gotha, en tant que seconde épouse du prince Nikólaos de Grèce.

## Biographie

### Famille
Chrysí Vardinogiánnis est la fille de l'homme d'affaires et magnat de la navigation Giórgos Vardinogiánnis (en) (1936), connu pour avoir été pendant de nombreuses années président du PAE Panathinaïkós AO, et de son ex-épouse Agápi Políti (1955), longtemps présentée comme « l'une des plus belles femmes grecques »,.
Elle est aussi la nièce de l'armateur Vardís Vardinogiánnis (1933-2024), proche de l'ancienne famille royale de Grèce. Cette proximité lui permet de se lier d'amitié avec son futur époux, le prince Nikólaos de Grèce (1969),.

### Carrière professionnelle
Après des études de graphisme, Chrysí Vardinogiánnis commence sa carrière professionnelle au sein de la société de publicité Karamella, qui appartient à sa mère. Parallèlement, elle continue de suivre des études. En dépit de la volonté de ses parents de la voir reprendre la société Karamella, Chrysí choisit ensuite de combiner son travail avec une de ses passions, la musique, en prenant en 2009 la tête d'une nouvelle maison de disques appelée Spicy.

### Vie sentimentale
En décembre 2012, Chrysí Vardinogiánnis épouse le chanteur grec Stéfanos Xypolitás (en), plus connu sous son nom de scène de Nino, avec lequel elle a deux enfants : Giórgos Skeýos (né en 2013) et Káren Agápi (née en 2014),. Chrysí Vardinogiánnis et Stéfanos Xypolitás se séparent en août 2017,.
Après son divorce, Chrysí Vardinogiánnis entretient pendant cinq ans une relation avec l'acteur et réalisateur Konstantínos Markoulákis (en), qui se termine en décembre 2023,. L'année suivante, elle est présente au mariage de la princesse Théodora de Grèce. Début 2025, elle assiste au bras du prince Nikólaos à une cérémonie d'hommage au défunt roi des Hellènes, Constantin II. Dans ces conditions, la presse grecque soutient l'imminence de fiançailles princières,.
Les fiançailles de Nikólaos et Chrysí sont finalement annoncées le 24 janvier 2025 ; le mariage est célébré en l'église Saint-Nicolas Ragavas (el) d'Athènes, le 7 février suivant, en présence notamment de la plupart des membres de l'ancienne famille royale hellène (à l'exception notable du prince Phílippos de Grèce, frère du marié, et de son épouse Nina), de la princesse Benedikte de Danemark, de la reine émérite Sophie d'Espagne et de sa fille, l'infante Cristina,,.

## Titres et honneurs
Les titres et honneurs portés par les membres de la maison de Grèce n'ont plus d'existence juridique en Grèce et sont considérés comme de simples titres de courtoisie.
- Depuis le 7 février 2025 : Son Altesse Royale la princesse Chrysí de Grèce et de Danemark (mariage).